# Unión y Progreso, Ixtaczoquitlán
Unión y Progreso är en ort i Mexiko.   Den ligger i kommunen Ixtaczoquitlán och delstaten Veracruz, i den sydöstra delen av landet, 230 km öster om huvudstaden Mexico City. Unión y Progreso ligger 1 146 meter över havet och antalet invånare är 290.
Terrängen runt Unión y Progreso är kuperad. Runt Unión y Progreso är det mycket tätbefolkat, med 1 361 invånare per kvadratkilometer. Närmaste större samhälle är Córdoba, 13,7 km öster om Unión y Progreso. Trakten runt Unión y Progreso består till största delen av jordbruksmark.